# Рузиматов, Фарух Садуллаевич
Фару́х Садулла́евич (Садиллоевич) Рузима́тов  (род. 26 июня 1963, Ташкент) — российский артист балета, премьер Мариинского театра в 1986—2007 годах. Заслуженный артист Таджикской ССР (1988); Лауреат премии «Золотая маска» (1998), Народный артист России (2000). Художественный руководитель балета Большого театра Узбекистана.

## Биография
Pодился 26 июня 1963 года в Ташкенте, где в то время жили его родители, уроженцы Ленинабадской области Таджикской ССР: отец — Садулло Шакирович Рузиматов (род.1941) — педагог теоретических музыкальных дисциплин, мать — Майя Амоновна Рузиматова (род.1943) — педагог по вокалу. Позднее семья переехала в Душанбе.
В 1973 году педагог Душанбинского хореографического училища Лейли Исмаилова (Халикова), искавшая способных к балету детей для Ленинградского хореографического училища, посоветовала отправить десятилетнего мальчика учиться в Ленинград. Среди педагогов Фаруха в училище были Найма Балтачеева, Геннадий Селюцкий, Николай Серебренников. На выпускном спектакле исполнял па-де-де из балета «Дон Кихот».
После выпуска в 1981 году по классу педагога Геннадия Селюцкого был принят в труппу Ленинградского театра оперы и балета имени Кирова. В 1986 году был выдвинут на положение солиста. Исполнял ведущие партии практически во всех балетах классического репертуара. В 1990—1991 годах был приглашенным солистом Американского театра балета (Нью-Йорк). В 1992 году участвовал наравне с такими звёздами, как Майя Плисецкая, Мстислав Ростропович, Владимир Васильев, Екатерина Максимова, в первом концерте на Красной площади, знаменующим конец СССР и начало новых времён в России, станцевав с Маргаритой Куллик па-де-де из балета «Корсар».
Танцевал с Татьяной Тереховой, Маргаритой Куллик, Алтынай Асылмуратовой, Юлией Махалиной, Ларисой Лежниной, Ириной Чистяковой, Светланой Захаровой. После 1995 года у него сложился яркий дуэт с молодой балериной Дианой Вишнёвой.
В 2006 году создал фонд «Возрождение танцевального искусства», который учредил стипендии для лучших студентов Академия русского балета имени А. Я. Вагановой, а также оказывал поддержку новым балетным постановкам, мастер-классам ведущих зарубежных педагогов в России. Был его президентом до 2011 года, когда фонд был ликвидирован.
С 2007 по 2009 год — художественный руководитель балета Михайловского театра. За время работы Рузиматова в этой должности труппа подготовила семь новых постановок, выступила в Лондоне, Венеции, Токио и других городах Японии; была номинирована на высшую британскую премию в области танцевального искусства — National Dance Awards.
Кратковременно, но очень успешно пробовал себя в журналистике — был номинирован и вошёл в тройку финалистов Национальной премии в области печатных СМИ «Искра» за профессионализм и качество в работе лучшим журналистам из всех регионов России, в номинации «Дебют» («Искра-2008»).
C 2009 года возобновил танцевальную карьеру, подготовив собственную программу, к которой привлёк артистов Мариинского, Большого и Михайловского театров. В 2014—2015 годах возглавлял балетную труппу Ростовского государственного музыкального театра.
Сентябрь — декабрь 2018 года — художественный руководитель балета Большого театра Узбекистана.
С марта 2021 года — руководитель балетной труппы Новосибирского театра оперы и балета (НОВАТа)
В настоящее время возглавляет балетную труппу Академического театра оперы и балета Таджикистана в Душанбе.
Доцент кафедры классического и дуэтно-классического танца Академии Русского балета имени А. Я. Вагановой, преподает и дает мастер-классы классического танца в одной из частных балетных школ Санкт-Петербурга.

## Семья
Первая жена — Ольга Владимировна Обуховская (род. 1955), петербургская актриса, поэтесса, режиссёр, продюсер. Сын — Станислав.
Вторая жена — Виктория Викторовна Кутепова, артистка балета Мариинского театра. Сын — Далер.
Состоял в отношениях с балериной Дианой Вишнёвой, своей партнёршей по сцене.

## Репертуар
- Тариэл «Витязь в тигровой шкуре»
- Али «Корсар»
- Солор «Баядерка»
- Блудный сын «Блудный сын» Дж. Баланчина
- «Проба», хореография Антала Фодора
- Гран па из балета «Пахита»
- Базиль «Дон Кихот»
- Юноша «Шопениана»
- Призрак Розы «Видение Розы»
- принц Зигфрид «Лебединое озеро»
- принц Дезире «Спящая красавица»
- Принц «Щелкунчик»
- Джеймс «Сильфида»
- Альберт «Жизель»
- Солист Grand Pas Classique, музыка Обера
- Ферхад «Легенда о любви»
- Абдерахман «Раймонда»
- Гойя «Гойя-Дивертисмент»
- «Тема с вариациями» Дж. Баланчина
- «Аполлон» Дж. Баланчина
- Золотой раб «Шехеразада» Михаила Фокина в редакции Изабель Фокиной
- «Бхакти» Мориса Бежара
- «Адажиетто» («На смерть поэта») Мориса Бежара
- Хосе «Кармен» Ролана Пети (Кармен — Диана Вишнёва)
- Юноша «Юноша и смерть» Ролана Пети
- Мавр «Павана мавра», хореография Хосе Лимона
- Распутин «Распутин», хореография Г. Ковтуна, музыка В. Качесова
- Тахар «Поклонение Болеро, или Тахар и свободные люди», постановка Н. Андросова
- Фея Карабос «Спящая красавица», хореография Начо Дуато
- Ода Набунага «Самурай Набунага», балет-экшн
- Помпей «Спартак», хореография Г. Ковтуна
- Индийский гость «Сказка о рыбаке и рыбке», постановка И. Сафоновой

## Фильмография
- 1988 — Адам, «Гран па в белую ночь» (дуэт из балета Мориса Бежара «Гелиогабал», Ева — Алтынай Асылмуратова)
- 1990 — Сломанный свет — артист балета на приёме

## Признание и награды
- Лауреат Международного конкурса артистов балета в Варне (1983)
- Лауреат (Prix de la Fondation de la Danse) Международного конкурса артистов балета в Париже (Concours International de Danse de Paris) (1984)
- Заслуженный артист Таджикской ССР (1988)
- Заслуженный артист Российской Федерации (27 января 1995) — за заслуги в области искусства
- Лауреат премии «Золотой софит» (1995) — за партию Золотого Раба в балете «Шехерезада» на музыку Н. Римского-Корсакова[21]
- Лауреат Приза Benois de la Danse (Бенуа де ла Данс) (1997) — за исполнение партии Гойи в балете «Гойя-Дивертисмент» на музыку М. Глинки[22]
- Лауреат премии «Золотая маска» (1998)
- Лауреат премии «Балтика» (1998)
- Народный артист Российской Федерации (2000) — за большие заслуги в области искусства[23]